# Darren O'Shaughnessey
Darren O'Shaughnessey, též známý pod pseudonymy Darren Shan a D.B.Shan (* 2. července 1972) je irský spisovatel fantasy a hororu. Podle svého pseudonymu pojmenoval i hlavního hrdinu jedné ze svých sérií – Darren Shan.

## Životopis
Narodil se 2. července 1972 v Londýně. Ve svých šesti letech, se přestěhoval spolu se svými rodiči a mladším bratrem do irského do města Limerick, kde žije dodnes. Po vystudování základní a střední školy odjel zpět do Londýna studovat sociologii a angličtinu na Roehampton University.
Zpočátku pracoval pro televizní společnost v Limericku, ale jen pár let poté se rozhodl stát spisovatelem. Svůj první psací stroj si koupil, když mu bylo čtrnáct let. Psal na něm krátké povídky, komiksy a knihy, které však nikdy nedokončil.[zdroj?] V patnácti letech přišel jeho první úspěch, kdy vyhrál v soutěži o televizní scénář pro irskou RTE s černou komedií nazývanou A Day in Morgue (Den v márnici).
Všechny své počáteční knihy psal pro dospělé. Myslel si, že psaní pro děti je sice hezký nápad do budoucnosti, ale knížky pro dospělé byly jeho hlavním cílem. První průlom byl v knížce Ayuamarca, která byla vydána v únoru 1999, ale moc dobře se neprodávala. V roce 2000 následovalo Ayuamarcu pokračování Hells Horizon, prodeje byly ovšem ještě nižší než u první knihy. V pozdějších letech byly tyto dvě knihy opět vydány (tentokrát ale pod pseudonymem D. B. Shan) a doplněny o třetí díl.
Prvním skutečně velkým úspěchem byla ale až kniha Cirque Du Freak, která vyšla v roce 2000 a dostala autora mezi lépe prodávané spisovatele a zajistila mu úspěch. Touto knihou začal Darren Shan svoji sérii Příběhy Darrena Shana ,kterou po pěti letech dokončil dvanáctou knihou. Po těchto knihách následovalo několik dalších sérií i samostatných knih.
Roku 2006 byly jeho knížky na prodej ve 20 zemích a více než 30 jazycích. Stal se dětským bestselleristou v USA, Velké Británii, Irsku, Holandsku, Norsku a mnoha dalších zemích.

## Tvorba

### Příběhy Darrena Shana
Dvanáctidílná sága, která v Česku vyšla pod záštitou nakladatelství Albatros. Ústřední postavou je chlapec Darren Shan:
- Darren Shan a Madame Okta (Cirque Du Freak)
- Upírův pomocník (The Vampire's Assistant)
- Krvavé chodby (Tunnels of Blood)
- Upíří hora (Vampire Mountain)
- Zkoušky smrti (Trials of Death)
- Upíří kníže (The Vampire Prince)
- Lovci z přítmí (Hunters of the Dusk)
- Spřeženci noci (Allies of the Night)
- Zabijáci úsvitu (Killers of the Dawn)
- Jezero duší (The Lake of Souls)
- Pán Stínů (Lord of the Shadows)
- Synové osudu (Sons of Destiny)

### Demonata
Desetidílná sága s démonskou tematikou. V prosinci roku 2010 vydalo nakladatelství Albatros první díl, v květnu roku 2011 následoval díl druhý a v listopadu téhož roku díl třetí.V roce 2012 byly vydány i díly čtvrtý, pátý a šestý:
- Demonata (Lord Loss)
- Démon a zloděj (Demon Thief)
- Massagre (Slawter)
- Bec (Bec)
- Krvavá kreatura (Blood Beast)
- Démoni Apokalypsy (Demon Apocalypse)
- Stín smrti (Death's Shadow)
- Vlčí ostrov (Wolf Island)
- Temné volání (Dark Calling)
- Hrdinové pekel (Hell's Heroes)

### Město (The City)
Trilogie pro dospělé. První díl byl v únoru roku 1999 publikován pod autorovým občanským jménem Darren O'Shaughnessy ve Velké Británii, později také v Rusku. Tehdy se nazýval Ayuamarca. Rok na to následovalo pokračování Hell's Horizon. Třetí díl vyšel ale až roku 2010 poté, co u jiného nakladatelství autor vydal upravenou verzi prvního dílu přejmenovanou na Procession of the Dead (2008) a opětovném vydání Hell's Horizonu (2009). První díl vydalo nakladatelství Albatros v květnu 2011 pod názvem Procesí mrtvých, druhý díl v listopadu 2011 jako Horizont pekla, poslední, třetí díl Město hadů vyšel v září 2012.
- Procesí mrtvých (Procession of the Dead)
- Na horizontu pekla (Hell’s Horizon)
- Město hadů (City of the Snakes)

### Sága Lartena Hroozleyho
Tato tetralogie vychází od roku 2010. Do českého jazyka byly přeloženy již všechny 4 díly.
- Birth Of A Killer (Zrození zabijáka) – 1. díl
- Ocean Of Blood (Oceán krve) – 2. díl
- Palace Of The Damned (Palác prokletých) – 3. díl
- Brothers to the Death (Bratři až do smrti) – 4. díl

### Zom-B
V říjnu 2011 bylo ohlášeno vydání nové knižní série pro mladší čtenáře s tematikou zombie. V sérii by mělo vyjít 12 knih a jedna doplňující kniha, jejíž příběh bude navazovat na Zom-B Gladiator. V anglickém originále vyšel první díl v září roku 2012. Autor plánuje knihy vydávat v krátkém tříměsíčním sledu. 7. března 2012 se konalo autorské čtení první kapitoly na univerzitě v Dubaji. Knihy jsou doplněny ilustracemi Warrens Pleece. Hlavní postavou série je B Smith.
- Zom-B
- Zom-B Underground
- Zom-B City
- Zom-B Angels
- Zom-B Baby
- Zom-B Gladiator
- Zom-B Circus
- Zom-B Mission
- Zom-B Clans
- Zom-B Family

### Knihy mimo série
- The Thin Executioner – samostatně stojící kniha, která vyšla v dubnu roku 2010. Její název je možné přeložit jako Hubený kat. Autor se v díle inspiroval knihou Dobrodružství Huckleberryho Finna.
- Koyasan – Krátká novela, která vyšla u příležitosti World Book Day ve Spojeném království roku 2006. Vyšla v několika zemích, v České republice tomu tak ale nebylo.

Dále napsal mnoho krátkých příběhů. Ke každé jeho knize je možné na oficiálních internetových stránkách nalézt tzv. Autorovy poznámky, kde Darren Shan objasňuje bližší okolnosti vzniku knihy a podává další doplňující informace. Tyto poznámky jsou v anglickém jazyce.